# Såpnejliksläktet

Såpnejliksläktet (Saponaria) är ett växtsläkte i växtfamiljen nejlikväxter med ca 20 arter från bergsområden i södra Europa och sydvästra Asien. Inom släktet finns både ettåriga och fleråriga arter.

## Dottertaxa till Såpnejlikor, i alfabetisk ordning[1]
- Saponaria alsinoides
- Saponaria bargyliana
- Saponaria bellidifolia
- Saponaria bodeana
- Saponaria caespitosa
- Saponaria calabrica
- Saponaria cerastioides
- Saponaria cypria
- Saponaria dalmasii
- Saponaria emineana
- Saponaria esfandiarii
- Saponaria floribunda
- Saponaria glutinosa
- Saponaria gypsacea
- Saponaria halophila
- Saponaria intermedia
- Saponaria jagelii
- Saponaria karapinarensis
- Saponaria kermanensis
- Saponaria kotschyi
- Saponaria lutea
- Saponaria makranica
- Saponaria mesogitana
- Saponaria ocymoides
- Saponaria officinalis (såpnejlika)
- Saponaria orientalis
- Saponaria pachyphylla
- Saponaria pamphylica
- Saponaria picta
- Saponaria pinetorum
- Saponaria prostrata
- Saponaria pumila
- Saponaria pumilio
- Saponaria sicula
- Saponaria spathulifolia
- Saponaria stenopetala
- Saponaria subrosularis
- Saponaria suffruticens
- Saponaria syriaca
- Saponaria tadzhikistanica
- Saponaria tridentata
- Saponaria viscosa

## Bildgalleri

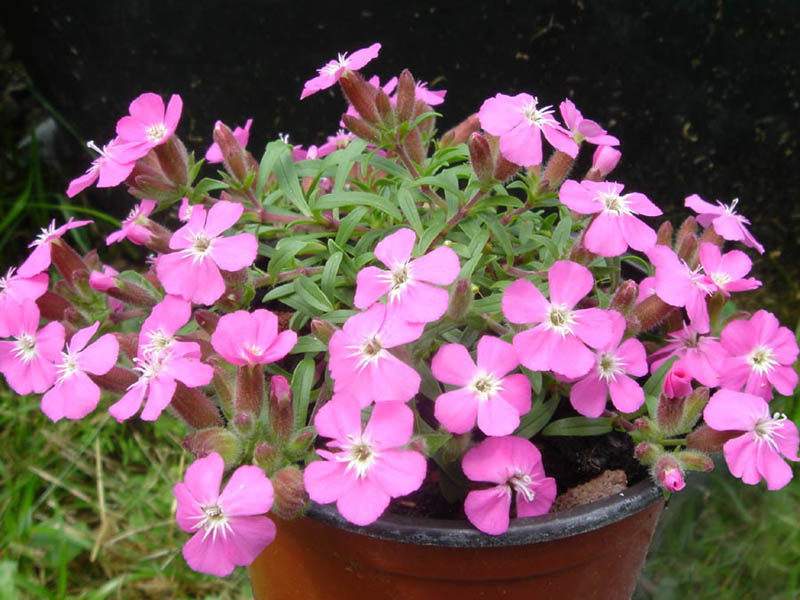
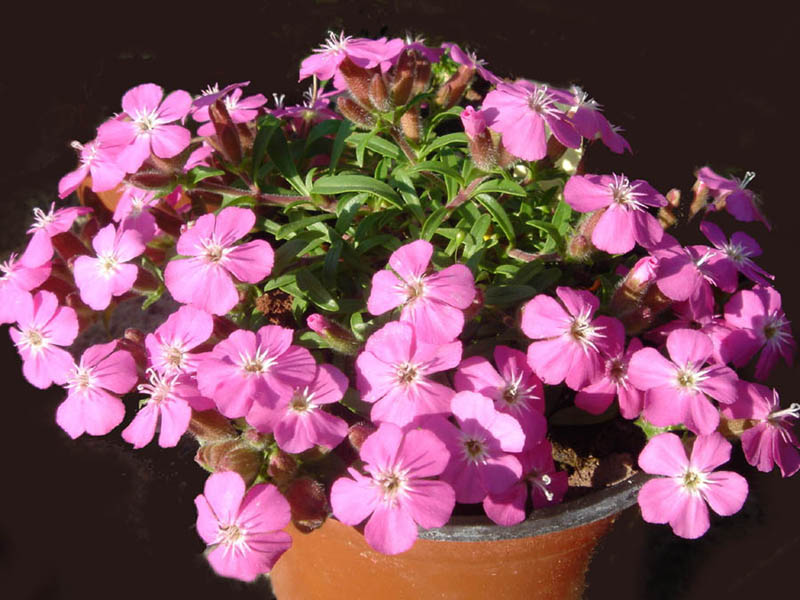
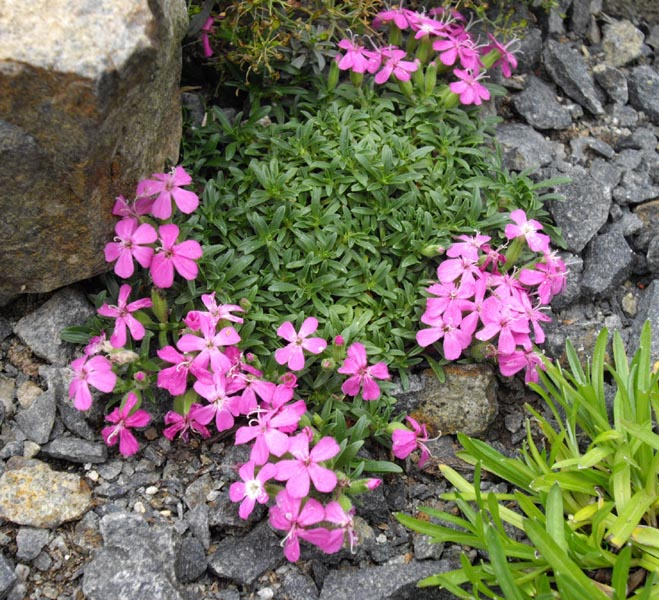
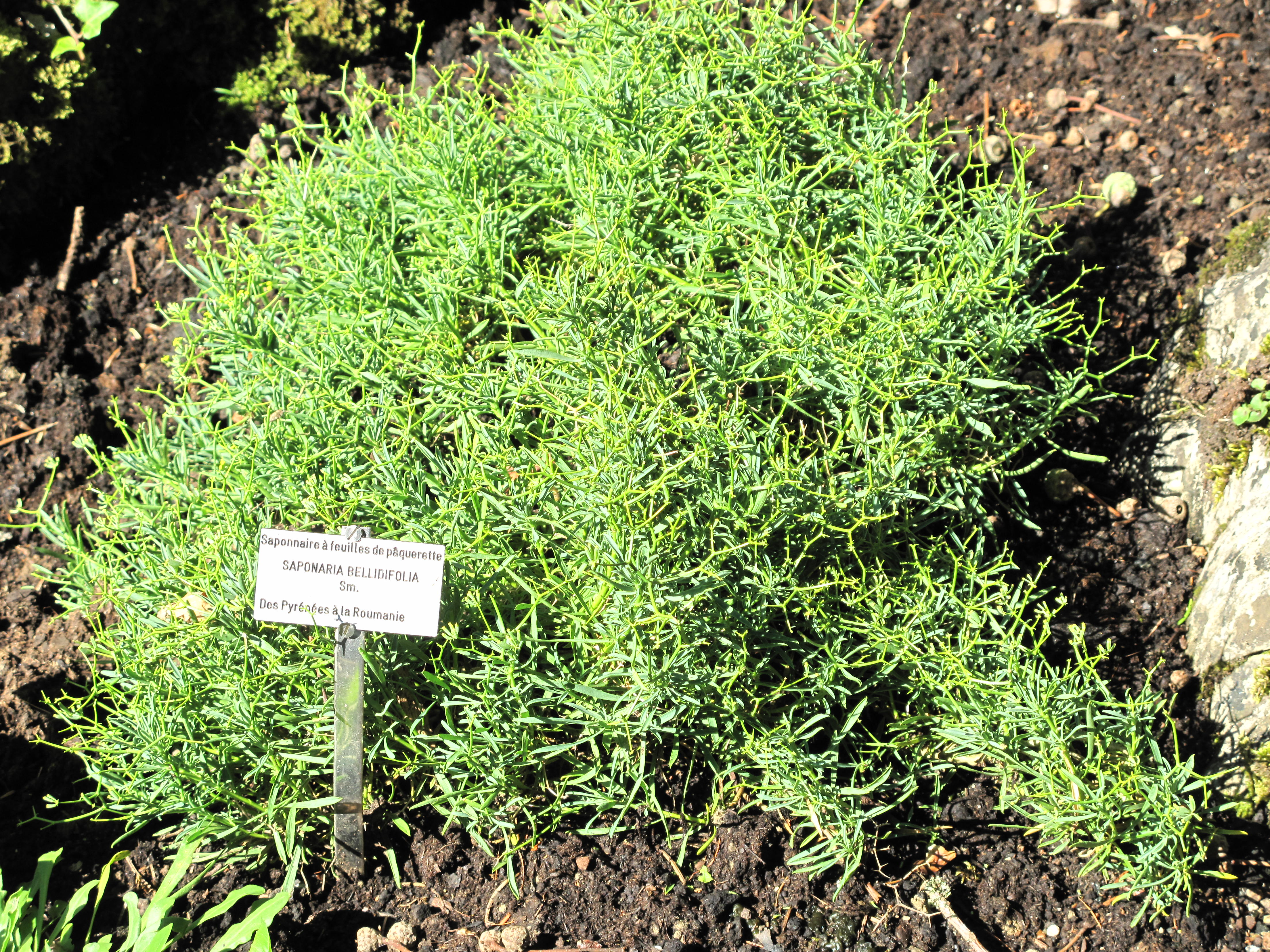
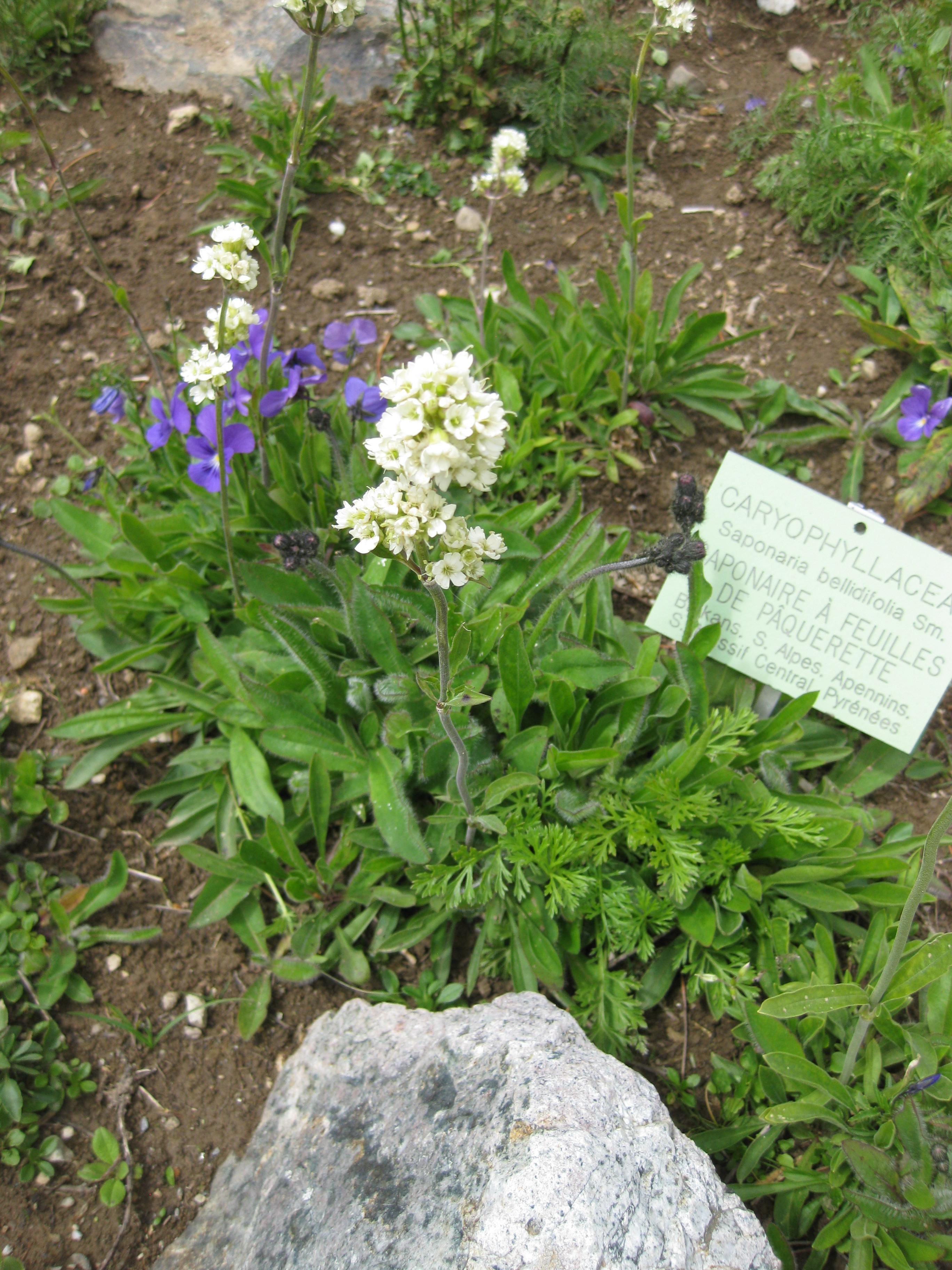
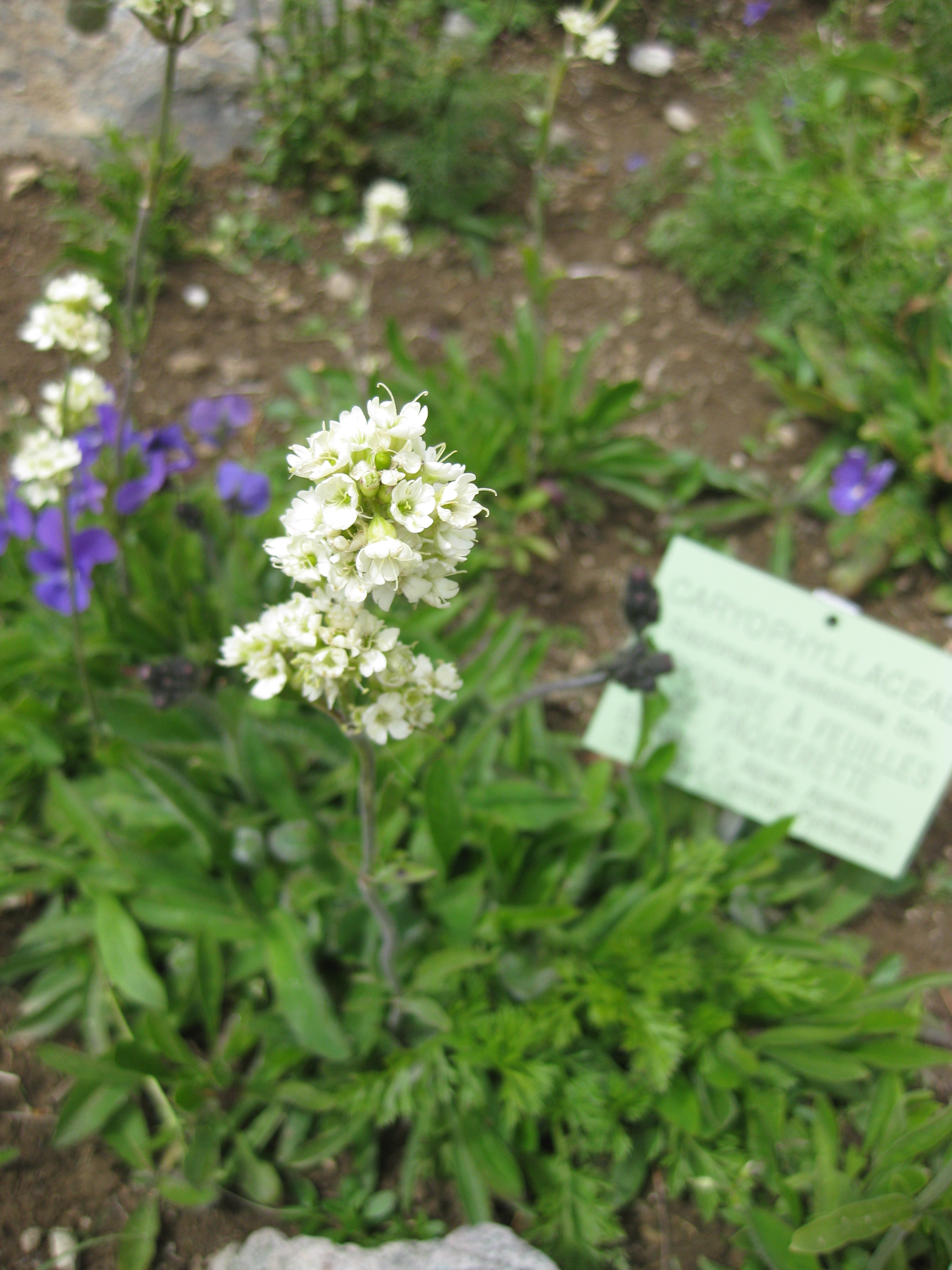